# Die Gefangene des Maharadscha
Die Gefangene des Maharadscha ist ein deutscher Spielfilm aus dem Jahr 1954 von Veit Harlan, zugleich die Fortsetzung seines im Vorjahr gedrehten Streifen Sterne über Colombo. Harlans Drehbuch basiert auf einem Roman von Peter Francke und Maria von der Osten-Sacken. Die Hauptrollen übernahmen, wie schon im Vorgängerfilm, Kristina Söderbaum, Willy Birgel und René Deltgen. Ein Zusammenschnitt beider Filme wurde 1962 unter dem Titel Die blonde Frau des Maharadscha in die Kinos gebracht.

## Handlung
Fasziniert von ihrer Schönheit, hat der Maharadscha Gowan die schwedische Zirkusreiterin Yrida auf seinen Palast entführt. Dort erwacht sie aus schweren Fieberträumen. Auf Geheiß des ceylonesischen Fürsten redet der Hof-Arzt Yrida ein, die schrecklichen Ereignisse der jüngste Vergangenheit lediglich geträumt zu haben. Der Maharadscha erweist sich als ebenso großzügiger wie besorgter Gastgeber, der der jungen Europäerin jeden Wunsch von den Lippen abliest. Bald entwickelt sich zwischen den beiden eine innige Beziehung. Yrida gefällt es, umworben zu werden, und der deutlich ältere Fürst erhofft sich, dass seine Liebe erwidert wird. Doch schließlich erfährt Yrida von der verlassenen Geliebten des Maharadschas, einer Tempeltänzerin, die Wahrheit.
Sie erkennt, dass sie gekidnappt wurde und dass der Stammesfürst zumindest Mitschuld am Tode ihres Freundes, des Artisten Michael, (siehe erster Teil) trägt. Schlagartig wendet sich die Zirkusreiterin von dem Mann ab und will Gowan nie mehr wieder sehen. Als sich Gowans Ex-Geliebte das Leben nimmt, verlässt den Maharadscha, den Verschwörer vom Thron stürzen wollen, jeder Lebensmut. Er beschließt, seinen Palast und sein Reich zu verlassen. Nun ist es an seinem Sohn Gowaran, der in Verdacht geraten war, hinter dem Komplott gegen seinen Vater gestanden zu haben und den der Maharadscha nach Klärung des Sachverhaltes zu seinem Nachfolger bestimmt hat, die Dinge zu ordnen. Er und Yrida kommen sich nahe und stellen fest, dass sie füreinander bestimmt sind.

## Produktionsnotizen
Der Film wurde von Ilse Kubaschewskis Münchner Produktionsfirma KG Divina GmbH & Co. hergestellt. Die Außenaufnahmen entstanden 1953 in München, Hamburg, Ceylon (heutiges Sri Lanka) sowie in Indien. Die Uraufführung fand am 5. Februar 1954 im Düsseldorfer Apollo-Kino statt. Exakt einen Monat später war der Film auch in Berliner Kinos zu sehen.
Eberhard Meichsner hatte die Produktionsleitung. Die Bauten wurden vom Filmarchitekten Ernst H. Albrecht entworfen und von Paul Markwitz, Bruno Lutz und Arne Flekstad umgesetzt. Werner Boehm und Lilo Lieb steuerten die Kostüme bei. Walter Rühland zeichnete für den Ton verantwortlich. Es spielt das Orchester Kurt Graunke.

## Kritiken
Im Spiegel ist zu lesen: „Kristina Söderbaum kommt ihrem traditionellen Bedürfnis, als liebliche Leiche in Agfacolor zu erscheinen, auch diesmal nach, allerdings stirbt die von ihr – glaubhaft hysterisch – verkörperte adlige Kunstreiterin nur in den Schreckphantasien des nobel liebenden Maharadschas (Willy Birgel). In der schönen Harlan-Wirklichkeit führt sie der Maharadscha großmütig seinem Sohn und Thronerben (Adrian Hoven) zu. Märchenhaft, was die simple Torheit der Texte wie auch die indische Milieupracht angeht.“
Im Lexikon des Internationalen Films steht: „Der aufwendig ausgestattete Film im Stil des "Indischen Grabmals" übertrifft den ersten Teil an Pomp, Kitsch und Verlogenheit und läßt bei der Verwendung christlicher und buddhistischer Motive Taktgefühl und guten Geschmack vermissen.“